# Jeremy Rockliff
Jeremy Page Rockliff (født 5. februar 1970) er en tasmansk politiker. Han har fungeret som premierminister for Tasmanien og leder af Tasmaniens liberale parti siden 2022 og som et af de fem medlemmer for Braddon siden 2002. Han fungerede tidligere som vicepremierminister fra 2014 til 2022.

## Tidligt liv
Rockliff blev født den 5. februar 1970 i Devonport, Tasmanien. Han er søn af Richard og Geraldine Rockliff, og hans fars familie har drevet landbrug i Sassafras siden 1850'erne.